# NGC 7198
NGC 7198 est une galaxie lenticulaire située dans la constellation du Verseau. Sa vitesse par rapport au fond diffus cosmologique est de 4 433 ± 25 km/s, ce qui correspond à une distance de Hubble de 65,4 ± 4,6 Mpc (∼213 millions d'al). NGC 7198 a été découverte par l'astronome allemand Albert Marth en 1864.
Selon la base de données Simbad, NGC 7198 est une candidate au titre de galaxie à noyau actif. 
À ce jour, deux mesures non basées sur le décalage vers le rouge (redshift) donnent une distance égale à 62,500 ± 6,223 Mpc (∼204 millions d'al), ce qui est à l'intérieur des valeurs de la distance de Hubble.